# Fouad Laroui
Pour les articles homonymes, voir Laroui.
Fouad Laroui (en arabe : فؤاد العروي), né le 12 août 1958 à Oujda (Maroc), est un ingénieur et économiste, professeur de littérature, romancier, poète, éditorialiste, et critique littéraire maroco-néerlandais.

## Biographie
Fouad Laroui est issu d'une famille originaire d’Azemmour (du côté de son père) et d’Essaouira (du côté de sa mère, née Chebani). Après avoir grandi à Kénitra (élève à l’école Balzac) et à El Jadida (élève à l’école Charcot), il continue ses études au lycée Lyautey de Casablanca où il fait également les classes préparatoires (mathématiques supérieures et mathématiques spéciales). 
Il est admis à l'École nationale des ponts et chaussées (ENPC) et obtient son diplôme d’ingénieur en 1982. Il obtient ensuite un DEA en Sciences et Techniques Minières à l’École des Mines de Paris. Après avoir dirigé pendant quelques années une mine de phosphate d’OCP à Khouribga puis avoir travaillé à la Direction commerciale d’OCP (chargé des ventes en Asie), il décide de reprendre des études de sciences économiques.
Après avoir obtenu en 1994 un Doctorat en sciences économiques, il enseigne pendant quelques années à Cambridge et à York puis il s'installe à Amsterdam où il enseigne l'économétrie puis les sciences de l'environnement à l'université libre d'Amsterdam. Parallèlement, il se consacre à l'écriture.
Outre ses contributions régulières au média Le360, Fouad Laroui est chroniqueur littéraire à l'hebdomadaire Jeune Afrique, la revue Économia et à la radio marocaine Médi 1.

## Distinctions
- En mai 2013, il reçoit le prix Goncourt de la nouvelle pour L’Étrange Affaire du pantalon de Dassoukine[2].
- En octobre 2014, il reçoit le grand prix Jean-Giono pour Les Tribulations du dernier Sijilmassi[3].

## Positions politiques au Maroc
Grâce à la place particulière qu'il occupe, avec ses origines marocaines et sa vie en Europe, il est souvent défini comme maître de l'entre-deux: dans son œuvre, il explore la rencontre entre les cultures des deux côtés de la Méditerranée en soulignant les préjugés et les difficultés de communication mais en critiquant aussi les positions culturelles et religieuses qui empêchent le progrès. 
Il recourt souvent à l'ironie pour décrire ce qui autrement «ferait pleurer». Au moment du Printemps arabe, il publie une tribune critiquant le Mouvement du 20 Février qui mène la contestation en 2011 au sein du Royaume . Laroui y déclare notamment: « le printemps arabe, ça n'existe pas ». Cette tribune a fait l'objet de critiques de la part de blogueurs et militants marocains tels que Larbi.org, Mahdi Zahraoui ou encore Younes Benmoumen. En fait, Fouad Laroui avait attiré l'attention sur l'infiltration du mouvement du 20-Février par différents courants de l'islamisme politique.
En décembre 2019, il est nommé membre de la Commission spéciale sur le modèle de développement par le roi du Maroc dont le rapport rendu en 2021 a été sévèrement critiqué pour son parti pris pro-monarchie, pour son contenu servant à blanchir l'autoritarisme, voire pour sa tentation autoritaire.

## Œuvres
- Les Dents du topographe (Julliard, 1996) : la chronique d’un jeune au Maroc, un récit qui marque le refus de l’ordre établi et un sentiment de détachement pour sa patrie. Prix Découverte Albert-Camus.
- De quel amour blessé (Julliard, 1998) : l’histoire d’un amour impossible entre un maghrébin de Paris et la fille d’un juif. Prix Méditerranée des lycées.
- Méfiez-vous des parachutistes (Julliard, 1999) : un portrait comique de la société marocaine à travers la vie de deux personnages loufoques, Prix BEUR FM Méditerranée 1998.
- La Meilleure Façon d'attraper les choses (Yomad, 2001). Album jeunesse illustré par Pierre Léger. Prix Grand Atlas 2005[11].
- Le Maboul (Julliard, 2000) : recueil de nouvelles qui sont autant de satires de la société marocaine.
- (nl) Verbannen woorden (Vassalucci, 2002) : recueil de poèmes qui a fait partie de la sélection du Grand Prix néerlandais de poésie (Buddingh' Prijs)[12].
- La Fin tragique de Philomène Tralala (Julliard, 2003).
- Chroniques des temps déraisonnables (Zellige ; Tarik, 2003) : chroniques
- Tu n'as rien compris à Hassan II (Julliard, 2004) : recueil de nouvelles. Grand Prix SGDL de la nouvelle 2004[12].
- De l’islamisme. Une réfutation personnelle du totalitarisme religieux (Robert Laffont, 2006).
- L'Oued et le Consul  (Julliard, 2006) : recueil de nouvelles.
- L'Eucalyptus de Noël (Yomad, 2007) : album jeunesse illustré par Nathalie Logié.
- La Femme la plus riche du Yorkshire(Julliard, 2008):roman. Un jeune universitaire marocain se voit offrir les faveurs d'une riche veuve dans l'univers de la campagne anglaise.
- Le jour où Malika ne s'est pas mariée (Julliard, 2009) : nouvelles.
  - (it) L'esteta radicale. Trad. Cristina Vezzaro. Del Vecchio Editore, 2013. (Premio Alziator 2013).
- Des Bédouins dans le polder. Histoires tragi-comiques de l’émigration (Zellige, 2010).
- Une année chez les Français (Julliard, 2010) : roman qui a été retenu parmi la première sélection du prix Goncourt et a obtenu le Prix de l'Algue d'or (Saint-Briac-sur-Mer, France en 2011) 2010[13].
  - (it) Un anno con i francesi. Trad. Cristina Vezzaro. Del Vecchio Editore, 2015.
- Le Drame linguistique marocain (Zellige ; Le Fennec, 2011) : essai[14].
- La Vieille Dame du riad (Julliard, 2011) : roman
  - (de) Die alte Dame in Marrakesch. Trad. Christiane Kayser. Merlin, Gifkendorf-Vastorf 2. éd. 2017
  - (it) La vecchia signora del riad. Trad. Cristina Vezzaro. Del Vecchio Editore, 2020.
- Le Jour où j'ai déjeuné avec le Diable (Zellige, 2011) : chroniques
- L'Étrange Affaire du pantalon de Dassoukine (Julliard, 2012) : nouvelles
- Du bon usage des djinns (Zellige, 2014) : chroniques
- Les Tribulations du dernier Sijilmassi (Julliard, 2014) : roman
  - (de) Die Leiden des letzten Sijilmassi. Trad. Christiane Kayser. Merlin, Gifkendorf-Vastorf 2017
  - (it) Le tribolazioni dell'ultimo Sijilmassi. Trad. Cristina Vezzaro. Del Vecchio, Bracciano 2019
- Une lecture personnelle d'Averroès (Éditions universitaires d'Avignon, 2014) : essai
- Les Noces fabuleuses du Polonais (Julliard, 2015) : nouvelles
- D’un pays sans frontières (Zellige, 2015) : essai
- L’Oued et le Consul (Flammarion, 2015) : nouvelles[15]
- Ce vain combat que tu livres au monde (Julliard, 2016) : roman. Prix littéraire des lycéens du Liban 2018[16]
  - (de) Im aussichtslosen Kampf zwischen dir und der Welt. Trad. Christiane Kayser. Merlin, Gifkendorf-Vastorf 2017
- L’insoumise de la Porte de Flandre (Julliard, 2017) : roman
- Méditations marocaines : chroniques (Léchelle : Zelige, 2017.)
- Dieu, les mathématiques, la folie (Robert Laffont, 2018) : essai
- Chroniques de l'autre rive (Paris : Julliard, 2019.)
- Plaidoyer pour les Arabes. Vers un récit universel (Mialet Barrault, 2021) : essai
- 30 jours pour trouver un mari (Mialet Barrault, 2023) : roman[17].

## Distinctions
- 1997 : Prix Découverte Albert-Camus pour son ouvrage Les Dents du topographe
- 1998 : Prix Méditerranée des lycéens pour son ouvrage De quel amour blessé
- 1998 : Prix BEUR FM Méditerranée pour son ouvrage Méfiez-vous des parachutistes
- 2002 : Aux Pays-Bas le Prix E. du Perron pour son œuvre
- 2004 : Grand Prix SGDL de la nouvelle pour son ouvrage Tu n'as rien compris à Hassan II
- 2005 : Prix Grand Atlas pour son ouvrage La Meilleure Façon d'attraper les choses
- 2013 : Prix Goncourt de la nouvelle pour son ouvrage L'Étrange Affaire du pantalon de Dassoukine[18].
- 2014 : 
  - Grande Médaille de la francophonie de l'Académie française[18].
  - Grand prix Jean-Giono pour Les Tribulations du dernier Sijilmassi[19]
- 2018 : Prix littéraire des lycéens du Liban pour son ouvrage Ce vain combat que tu livres au monde[16]